# 독일 육군
독일 육군(獨逸陸軍, 독일어: Deutsches Heer)은 독일 연방방위군의 지상군으로, 영토 방위를 책임진다. 약 70,000명의 병력을 보유하고 있다.
2013년 중반기에 발표된 독일 연방방위군 재편계획에 의거하여 제13기갑척탄병사단이 해체, 이미 예하 부대들이 제1기갑사단 및 제10기갑사단 등으로 나누어 재배치가 완료된 상태이다. 아울러 독일 육군 항공대의 주축을 담당하는 공중기동작전사단은 2014년 올해 중으로 해체, 예하 헬기 전력들의 상당수가 독일 공군으로 재배치되어 독일 육군 항공대의 전력이 자연히 감소되는 결과를 맞게 될 것이다. 이러한 부대 개편이 완료되어 2021년 현재 독일 육군은 제1기갑사단, 제10기갑사단, 신속대응사단의 3개 사단을 주력으로 편성되어 있다.

## 역사
일본과는 달리 독일은 동서독 시절 서독이 NATO에 가입하고 동독이 바르샤바조약기구에 가입하면서 정식 군대의 체제를 갖추었다. 즉 동서냉전의 직접적인 대립현장이라는 특성상에 의해 패전국가의 입장이긴 했어도 무력행사가 가능한 군대로 다시 등장할 수 있었다. 물론 핵무기와 탄도미사일 같은 순수 공격성 무기의 보유는 일체 금지되어 있는 상황이며 잠수함 또한 500t급으로 냉전붕괴 시점 때까지 그 크기가 제한되었다. 하지만 지금은 배수량 제한은 해제된 상태이며 독일군은 인원은 줄었으나 장비는 미군과 맞먹을 정도로 최신형이다.
독일 육군의 기갑사단은 2차대전 때의 나치독일 시절 기갑사단의 역사가 아닌, 1950년대에 창설된 서독 육군 기갑사단의 명맥에서 이어지는 것이다. 하지만 그 구성은 거의 비슷하다. 기갑사단이라는 단대호는 미 육군의 경우처럼 전통유지차원에서 이어지는 것이며, 실제 편성은 고강도 정규전을 담당하는 제1기갑사단만이 2개 기갑여단에 1개 기갑척탄병여단으로 100% 기계화되어 있는 편제이다. 저강도전 및 분쟁지역 투입임무를 담당하는 제10기갑사단의 경우 1개 기갑여단과 1개 기갑척탄병여단에 1개 산악보병여단으로 100% 기계화된 편제는 아니다.
부대 종류(병과) 가운데 기갑척탄병은 기갑척탄병부대, 즉 기계화보병부대이다. 미 육군에서 기계화수색부대를 기병부대라고 호칭하듯이 독일 육군도 전통유지 차원에서 사용하는 부대 명칭이다.

## 조직

독일 연방육군의 2021년 편제표 (단위부대부호)

독일 연방육군의 2021년 4월 부대 배치도

지휘부대
- 육군사령부 (슈트라우스베르크)

작전부대
- 제1기갑사단 : 고강도전 담당

사단본부 (올덴부르크)
제9기갑교도여단 (뮌스터)
제21기갑여단 "Lipperland" (아우구스도르프)
제41기갑척탄병여단 "Vorpommern" (뉘른베르그)
제43기계화여단 - 네덜란드군
- 제10기갑사단 : 저강도전 담당

사단본부 (파이츠회히하임)
제23산악병여단 "Bayern" (바트라이헨할)
제12기갑여단 "Oberpfalz" (캄)
제37기갑척탄병여단 "Freistaat Sachsen" (프랑켄베르크)
 독불여단 (뮐하임)
- 신속대응사단[1] : 공수부대와 특수부대 담당

사단본부 (스타드탈렌도르프)
제1공수여단 "Saarland" (자를루이)
제11공중기동여단 - 네덜라드군 (아른하임)
특수전 지휘부 : 여단급 (칼브)
헬리콥터 지휘부 (뷔케부르크)
제10수송헬리콥터연대 (파스베르크)
제30수송헬리콥터연대 (니데르스테텐)
제36공격헬리콥터연대 (프리츨라)
국제헬리콥터훈련센터 (뷔케부르크)
- 유럽군단 (프랑스)
- 제1독일-네덜란드군단 (뮌스터) : 제1기갑사단이 편제됨
- 북동다국적군단 (폴란드) : 제1기갑사단이 편제됨
- 연합신속대응군단 : 제1기갑사단이 편제됨

## 장비
- Heckler & Koch G36—5.56 mm x 45 돌격소총 (교체 예정)
- Heckler & Koch MG4—5.56 mm 경기관총 (교체 중)
- Heckler & Koch HK121 7.62mm 기관총
- MG3 — 7.62 mm x 51 기관총 (퇴역)
- G8 — 7.62 mm x 51 자동소총 (퇴역)
- HK21E — 7.62 mm x 51 자동소총
- M3M - 12.7 mm x 99 중기관총
- Heckler & Koch MP7 — 4.6 mm x 30 기관단총 (지휘관 휴대 장비)
- MP2 — 9 x 19 mm 기관단총
- Heckler & Koch MP5 — 9 x 19 mm 기관단총
- Heckler & Koch P8—9 x 19 mm 권총
- Remington 870 샷건(산탄총)
- G22—7.62 mm x 66.5B 저격소총
- G24 저격소총
- G82 저격소총
- G3A3ZF-DMR—7.62 mm x 51 저격소총
- G28 저격소총
- Dynamit Nobel Panzerfaust 3 대전차 로켓포
- RGW90 AS 로켓포
- Raytheon Fliegerfaust 2 (FIM-92 Stinger) 지대공 미사일
- Granatpistole 40mm 유탄 발사기
- HK GMG 자동 유탄 발사기
- AG36 유탄 발사기
- Leopard 2A7 전차 (현재 배치 중)
- Leopard 2A5 전차 (퇴역)
- Leopard 2A6 전차 (사용중)
- Leopard 2PSO 시가전 전차
- BPz 3 Buffel 구난전차
- Pionierpanzer 2A1 Dachs 공병전차
- 1 A3/A5 보병전투장갑차
- Spz Puma 전투장갑차
- GTK Boxer Multi-Role Armoured Vehicle 장갑차
- Wiesel 1/2 장갑차
- Marder 1A5 보병전투장갑차
- 오즐롯(Ozelot) 대공미사일 시스템
- M113 A2 장갑차
- IAI Harop 장갑차
- Dingo 1/2 장갑차
- Eagle IV 장갑차
- LAPV Enok 장갑차
- Grizzly 장갑차
- AGF Serval 장갑차
- DURO III 장갑차
- YAK 장갑차
- Mungo ESK 장갑차
- TPz Fuchs 장갑차
- BV 206 S 장갑차
- M270 MLRS 227 mm 다연장 로켓포
- PzH 2000 155 mm 자주포
- Mortar TAMPELLA(120 mm) 박격포
- Mortar "R"(120 mm) 박격포
- COBRA(counter artillery radar system)
- CH-53GA 수송헬기
- KZO 무인 정찰기
- CL-289 고속 무인 항공기
- Mantis 대공포(통제실 있음)

## 계급

### 장교 계급
|  |  |  |  |  |  |

| 소령 (Major) Maj/M | 상급 대위 (Stabshauptmann) StHptm/SH | 대위 (Hauptmann) Hptm/H | 중위 (Oberleutnant) OLt /OL | 소위 (Leutnant) Lt/L |
| OF-3               | OF-2                                 | OF-2                    | OF-1                        | OF-1                 |
| ------------------ | ------------------------------------ | ----------------------- | --------------------------- | -------------------- |
|                    |                                      |                         |                             |                      |

## 같이 보기
- 독일 공군
- 독일 해군